# Mauro Esposito
Mauro Esposito (* 13. Juni 1979 in Torre del Greco) ist ein ehemaliger  italienischer Fußballspieler und aktueller -trainer. Als Aktiver wurde er als Stürmer sowie als Flügelspieler eingesetzt.

## Verein
Mauro Esposito, der in der Nähe Neapels geboren und aufgewachsen ist, wechselte in jungen Jahren zum italienischen Team Pescara Calcio. Mit 15 Jahren wechselte er nach Schottland zu den Glasgow Rangers kehrte jedoch nach Pescara zurück, wo er sich daraufhin zum Stammspieler in der Serie B, der zweiten italienischen Profiliga, entwickelte. Zur Saison 1999/2000 ging Esposito er zum Erstligisten Udinese Calcio, wo er selten zum Einsatz kam, jedoch in der zweiten Saison seine ersten Europapokal-Spiele im UEFA-Pokal bestritt, bevor er für ein halbes Jahr zu Pescara Calcio zurückkehrte. Udinese Calcio gab ihn am Ende der Saison an Cagliari Calcio ab, mit denen er nach den ersten beiden für ihn persönlich sehr erfolgreichen Saisons in die Serie A aufstieg, wo er sich gleich in der ersten Saison 2004/05 als torgefährlicher Außenstürmer (16 Tore in 34 Spielen) etablieren konnte. In den beiden darauffolgenden Spieljahren konnte Mauro Esposito nicht an die vorherigen Leistungen anknüpfen, 2006/07 verpasste er die komplette Rückrunde auf Grund eines Kreuzbandrisses.
Am 4. Juli 2007 wechselte er für vier Millionen Euro zur AS Rom, Cagliari behielt für die Hälfte der Summe 50 % der Transferrechte. Bei der Roma kam Esposito nie über die Rolle des Ersatzspielers hinaus und wurde für die Saison 2008/09 zu Chievo Verona verliehen. Dort kam er als Stammspieler auf 27 torlose Spiele in der Serie A und schaffte mit den Veronesern den Ligaerhalt. Auch während der Saison 2009/10 wurde Esposito vom AS Rom verliehen, diesmal zum Zweitligisten US Grosseto. Nachdem er dort nicht die gewünschten Leistungen abrufen konnte, wurde sein auslaufender Vertrag beim AS Rom nicht verlängert.
Im September 2010 unterschrieb Esposito einen Kontrakt bei Atletico Roma, wo er im darauffolgenden Jahr seine aktive Laufbahn beendete.
In den 2010ern war Mauro Esposito im Beachsoccer aktiv. Seit 2018 arbeitet er als Jugendtrainer bei Pescara Calcio.

## Nationalmannschaft
Mauro Esposito spielte insgesamt sechs Mal für die italienische Fußballnationalmannschaft. Sein Debüt gab er am 9. Oktober 2004 gegen die slowenische Fußballnationalmannschaft, jedoch schaffte er es nicht in den 23-köpfigen Kader für die WM 2006 in Deutschland, die Italien als Fußball-Weltmeister beendete.

## Erfolge
- Italienischer Supercupsieger: 2007
- Italienischer Pokalsieger: 2007/08